# Loire 130
Loire 130 – francuska patrolowa łódź latająca z okresu II wojny światowej.

## Historia

Silnik Hispano-Suiza 12X eksponowany w MLP w Krakowie

W 1932 roku dowództwo francuskiej Marynarki Wojennej ogłosiła wymagania dla patrolowego wodnosamolotu katapultowego. Do konkursu na taki wodnosamolot zgłoszono 6 różnych prototypów w tym Loire 130 z wytwórni Ateliers et Chantiers de la Loire.
Prototyp samolotu oblatano w dniu 19 listopada 1934 roku. Natomiast konkurs rozstrzygnięto dopiero w 1936 roku uznając wodnosamolot Loire 130 za spełniający wszelkie wymagania. Zamówiono wtedy 45 wodnosamolotów tego typu. Później zamówienie to zwiększano. Ostatecznie zmówiono 150 samolotów tego typu, a ostatnie samoloty powinny być zbudowane do połowy 1941 roku.
Produkcja seryjna trwała do 1942 roku i ostatecznie zbudowano 126 samolotów tego typu, tym 30 już po utworzeniu Państwa Francuskiego.
Wersje samolotu
- Loire 130 – prototyp
- Loire 130M – wersja przeznaczona do metropolii
- Loire 130C – wersja przeznaczona dla kolonii, miała ona większe chłodzenie silnika, co powodowało nieznaczne zmniejszenie szybkości lotu

## Użycie w lotnictwie
Wodnosamolot Loire 130 od 1937 roku wprowadzony w lotnictwie marynarki wojennej. Znalazł się na wyposażeniu francuskich pancerników „Dunkerque” i „Strasbourg”, lotniskowca wodnopłatowców „Commandant Teste” oraz na krążownikach „Algérie” i „Jeanne d'Arc”.
Zostały także wprowadzone eskadr lotnictwa przybrzeżnego, zwłaszcza na terenie kolonii francuskich w Afryce Zachodniej, Indochinach, Martynice i w Syrii.
Wodnosamoloty tego typu wzięły udział w walkach w 1940 roku przeciwko Niemcom. Po klęsce Francji część samolotów wykorzystywana była w lotnictwie Wolnych Francuzów. Część natomiast pozostała w służbie rządu Vichy i wzięły udział w akcjach przeciwko flocie brytyjskiej.
Większość samolotów tego typu wycofano z eksploatacji w trakcie II wojny światowej, głównie z powodu braku części zamiennych. Pozostałe samoloty były służyły w lotnictwie do końca lat czterdziestych. Ostatni samolot tego typu został wycofany ze służby w 1951 roku na terenie Indochin.

## Opis konstrukcji
Wodnosamolot Loire 130 był łodzią latającą, górnopłatem o konstrukcji całkowicie metalowej, skrzydła i usterzenie pokryte było płótnem. Kadłub stanowiła łódź dwuredanowa, w którym mieściła się trzymiejscowa kabina załogi. W dolnej części kadłuba znajdowało się miejsce dla czterech pasażerów. Skrzydła składały się do tyłu do hangarowania.
Napęd samolotu stanowił 1 silnik tłokowy, rzędowy umieszczony w gondoli zabudowanej na wspornikach nad środkową częścią płata. Napędzał on trójłopatowe śmigło pchające.
Samolot był uzbrojony w 2 ruchome karabiny maszynowe kal. 7,5 mm, jeden umieszczony na stanowisku dziobowym a drugi w ruchomej, oszklonej wieżyczce na grzbiecie kadłuba. Posiadał również dwa wyrzutniki po bokach kadłuba na którym można było umieścić bomby o wagomiarze 75 kg.